# I Seen a Man Die
"I Seen a Man Die", também conhecido como "I Never Seen a Man Cry", é o segundo single lançado do terceiro álbum do rapper Scarface, The Diary. Produzido por Mike Dean e pelo próprio Scarface, "I Seen a Man Die" se tornou um hit top 40 na Billboard Hot 100, o primeiro de dois que Scarface teve em sua carreira. Chegou ao número 37 na Billboard Hot 100. A canção é uma história de um jovem rapaz liberado da prisão após sete anos procurando por uma vida melhor só para se envolver com o crime de novo, ser roubado por seus inimigos e acabar morrendo no hospital sentindo remorso. A canção também um vídeo clipe que projeta as letras de Scarface.

## Lista de faixas

### Lado-A
1. "I Never Seen a Man Cry" (Radio Version)- 4:30
2. "I Never Seen a Man Cry" (Instrumental)- 4:30

### Lado-B
1. "G's" (LP Version)- 4:47
2. "G's" (Instrumental)- 4:47

## Paradas
| Parada (1995)      | Posição |
| ------------------ | ------- |
| Billboard Hot 100  | # 37    |
| U.S. R&B / Hip-Hop | # 15    |
| Hot Rap Singles    | # 2     |